# Vladimir Silađi
Vladimir Siladji (Kirin Serbia: Владимир Силађи; sinh 23 tháng 4 năm 1993) là một cầu thủ bóng đá người Serbia đang chơi ở vị trí tiền đạo cho câu lạc bộ Hà Nội.

## Sự nghiệp bóng đá
Trưởng thành từ lò đào tạo trẻ của Vojvodina, Silađi có trận đấu đầu tiên cho đội một vào ngày 7 tháng 5 năm 2011.
Mùa 2019–20, anh trở thành Vua phá lưới giải vô địch quốc gia Serbia với 16 bàn thắng.
Năm 2021, Siladji quyết định lần đầu ra nước ngoài thi đấu, địa điểm được lựa chọn là Gangwon FC của Hàn Quốc.
Tháng 3 năm 2022, Siladji chuyển đến thi đấu tại giải vô địch quốc gia Việt Nam trong màu áo câu lạc bộ Hà Nội. Ngày 12 tháng 3 năm 2022, anh ra mắt đội bóng thủ đô khi đá chính trong trận hòa 0–0 với Thành phố Hồ Chí Minh trên sân vận động Hàng Đẫy. Sau 3 trận "tịt ngòi" tại V.League 2022, Siladji đã có bàn thắng đầu tiên giúp Hà Nội ngược dòng thắng SHB Đà Nẵng tại Cúp Quốc gia 2022 vào ngày 11 tháng 4 năm 2022. Bàn thắng đầu tiên của Siladji tại V.League 1 đến trong trận đấu bù vòng 3 gặp Nam Định trên sân Thiên Trường vào ngày 26 tháng 6. Kết thúc mùa giải 2022, Silađi ra tổng cộng 16 trận, ghi được 5 bàn thắng góp công giúp đội Hà Nội vô địch V.League 1 và Cúp quốc gia.

## Danh hiệu

### Câu lạc bộ
TSC Bačka Topola
- Giải bóng đá Hạng nhất Serbia: 2018–19

Hà Nội
- V.League 1: 2022
- Cúp Quốc gia: 2022

### Cá nhân
- Vua phá lưới Serbian SuperLiga: 2019–20